# Эхмея
Эхме́я (лат. Aechmea) — род многолетних травянистых растений семейства Бромелиевые (Bromeliaceae), распространённых в Центральной и Южной Америке.
На 2024 год насчитывает 260 видов, с дополнительными 30 видами, находящимися на рассмотрении. Многие виды являются декоративными растениями и широко распространены в культуре, их выращивают как ради привлекательных листьев, так и ради эффектных соцветий. Эхмеи — преимущественно эпифиты, реже наземные растения, образующие легко укореняющиеся вегетативные побеги.

## Название
Название Aechmea происходит от греческого слова aechme, что означает «наконечник пики» и, вероятно, указывает на заостренные прицветники.

## Ботаническое описание
Представители рода — эпифитные или наземные травянистые растения без стеблей или с короткими стеблями, часто размножающиеся базальными корневищами. Листья розеточные, линейные, могут быть от зеленовато-жёлтых до кожистых, с колючими краями.

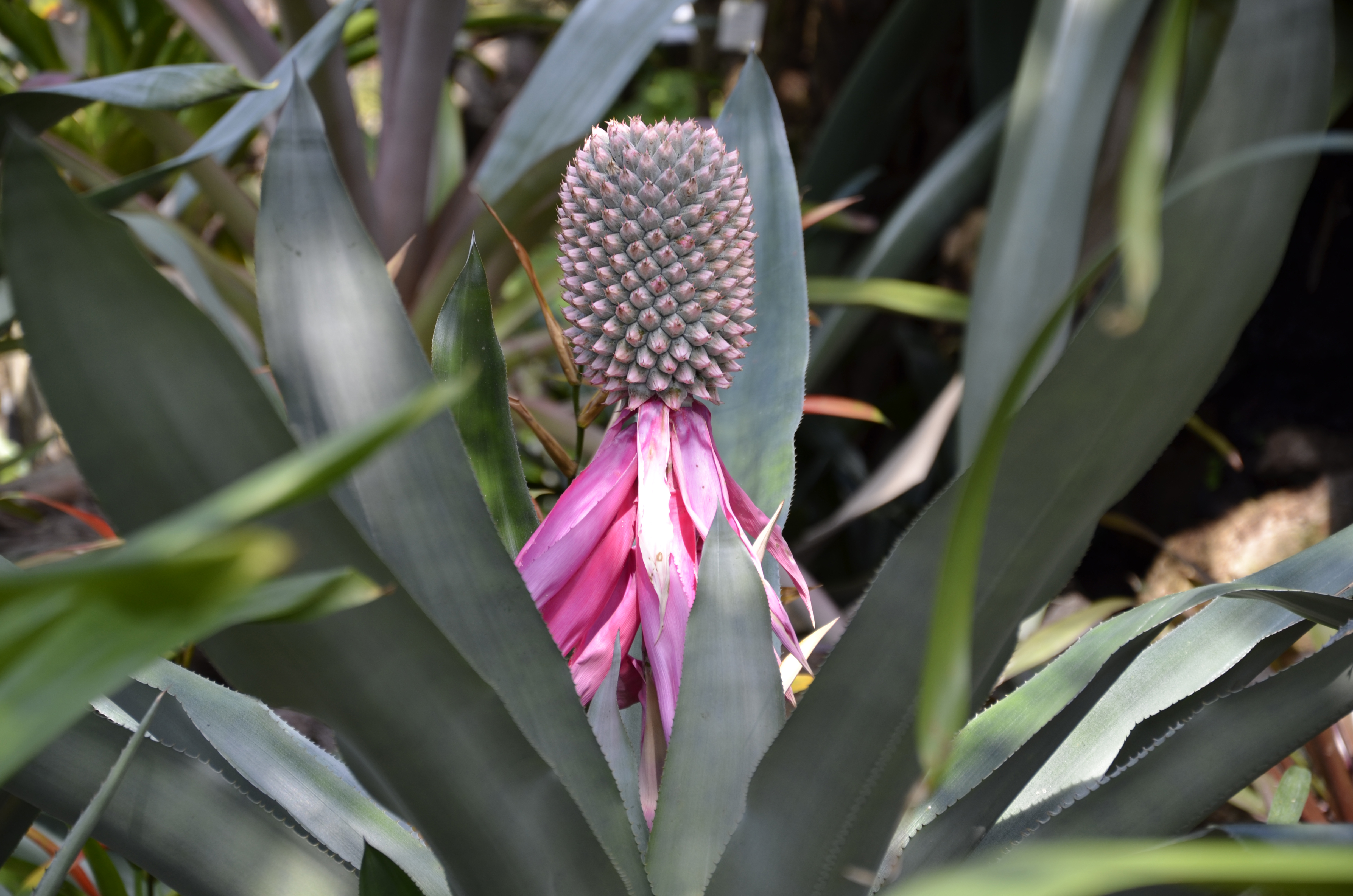
Aechmea mariae-reginae, с декоративным соцветием

Цветки обоеполые, расположенные скученно или разбросано в простых или сложных колосках или кистях на удлинённых цветоносах; чашелистики свободные или сросшиеся, обычно сильно асимметричные, переходящие в гипантий; лепестки свободные, часто с двумя базальными придатками; тычинки короче лепестков, тычиночные нити свободные или частично приросшие к лепесткам; завязь нижняя, с несколькими семяпочками. Плод — ягода; семена голые, небольшие, тёмные.
Формула цветка: {\displaystyle \star \;K_{(3)}\;C_{(3)}\;A_{3+3}\;G_{\overline {(3)}}}.

## Таксономия
Aechmea Ruiz & Pav., первое упоминание в Fl. Peruv. Prodr.: 47 (1794), nom. cons..

### Синонимы
- Hoiriri Kuntze
- Chevaliera Gaudich. ex Beer
- Echinostachys Brongn. ex Planch.
- Eriostax Raf.
- Gravisia Mez
- Hoiriri Adans.
- Hoplophytum Beer
- Lamprococcus Beer
- Macrochordion de Vriese
- Ortgiesia Regel
- Pironneava Gaudich. ex K.Koch
- Platyaechmea (Baker) L.B.Sm. & W.J.Kress
- Podaechmea (Mez) L.B.Sm. & W.J.Kress
- Pothuava Gaudich. ex K.Koch
- Streptocalyx Beer
- Ursulaea Read & Baensch
- Aechmaea Brongn.
- Disquamia Lem.
- Pironneauella Kuntze
- Streptomea E.L.Sm.

### Виды
Согласно данным сайта WFO Plant List на 2024 год, род включает 260 видов, ещё 30 находятся в статусе рассмотрения. Некоторые из них:

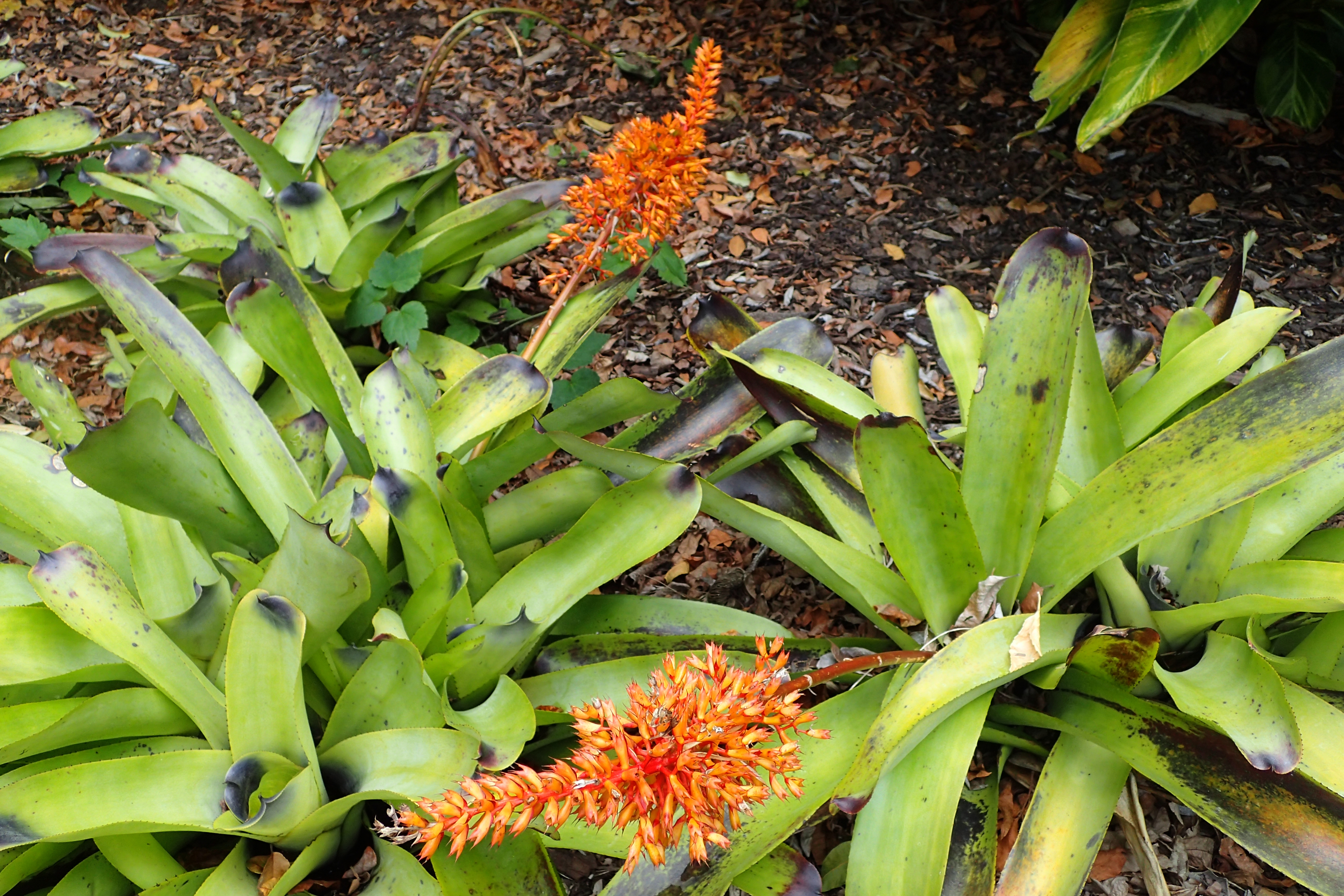
Aechmea caudata

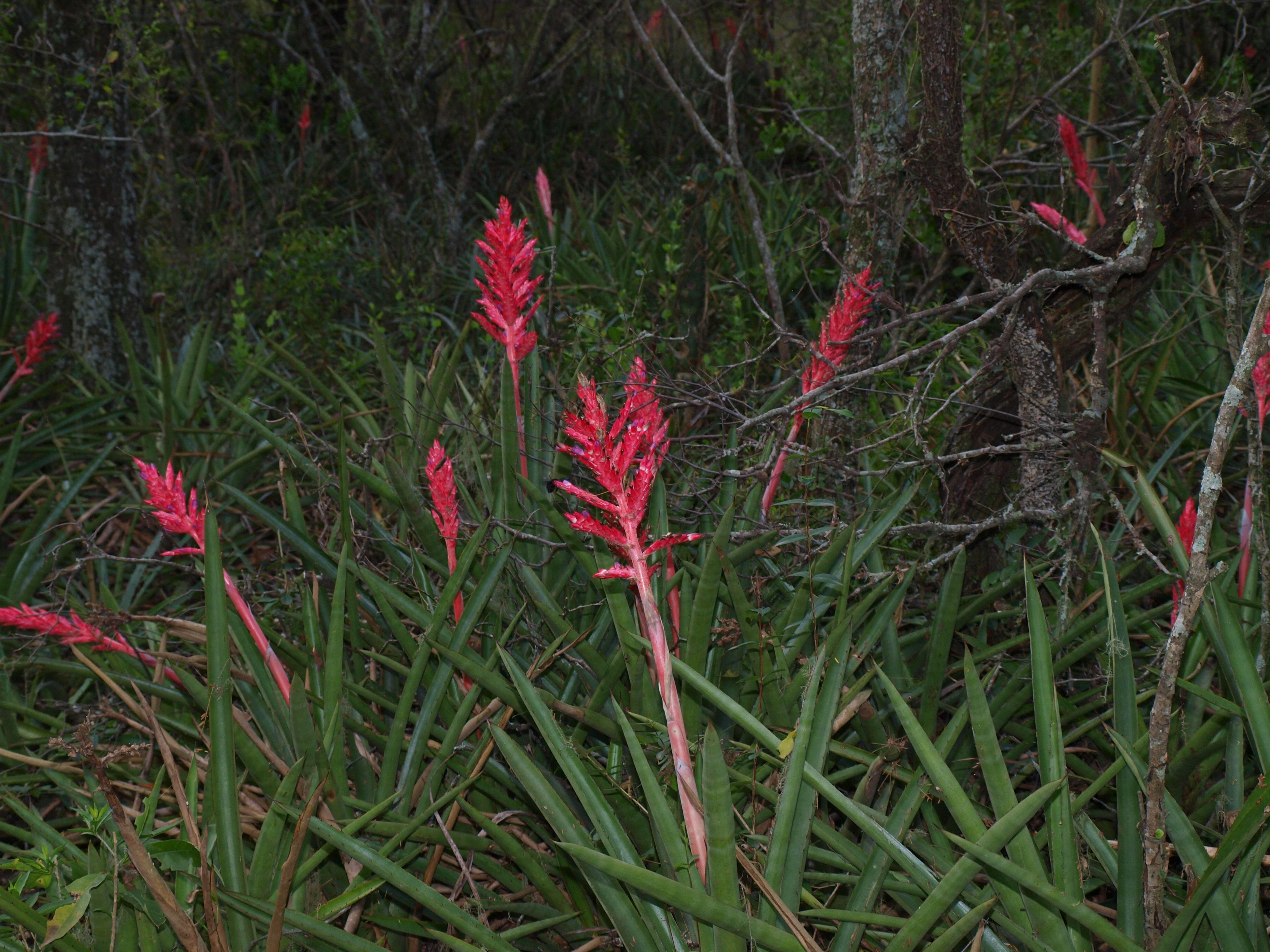
Aechmea distichantha

- Aechmea caudataAechmea caudata Lindm. — Эхмея хвостатая. Эпифитное или наземное растение, которое образует легко укореняющиеся вегетативные побеги. Листья располагаются в розетках-воронках, могут быть одноцветными или пёстрыми, жёсткими или мягко-кожистыми, с зубчатым краем. Из розетки вырастает толстый цветонос с эффектным соцветием на конце. Стебель укороченный. Соцветия и отдельные цветки отличаются большим разнообразием форм. Характерным декоративным элементом всех видов являются яркие остроконечные листья и прицветники. Каждая розетка цветёт только один раз, после чего отмирает. Соцветие метельчатое с золотисто-жёлтыми цветками на высоком цветоносе, покрытом слегка беловатым налётом, напоминающим мучнистую росу. Плод — ягода[5].

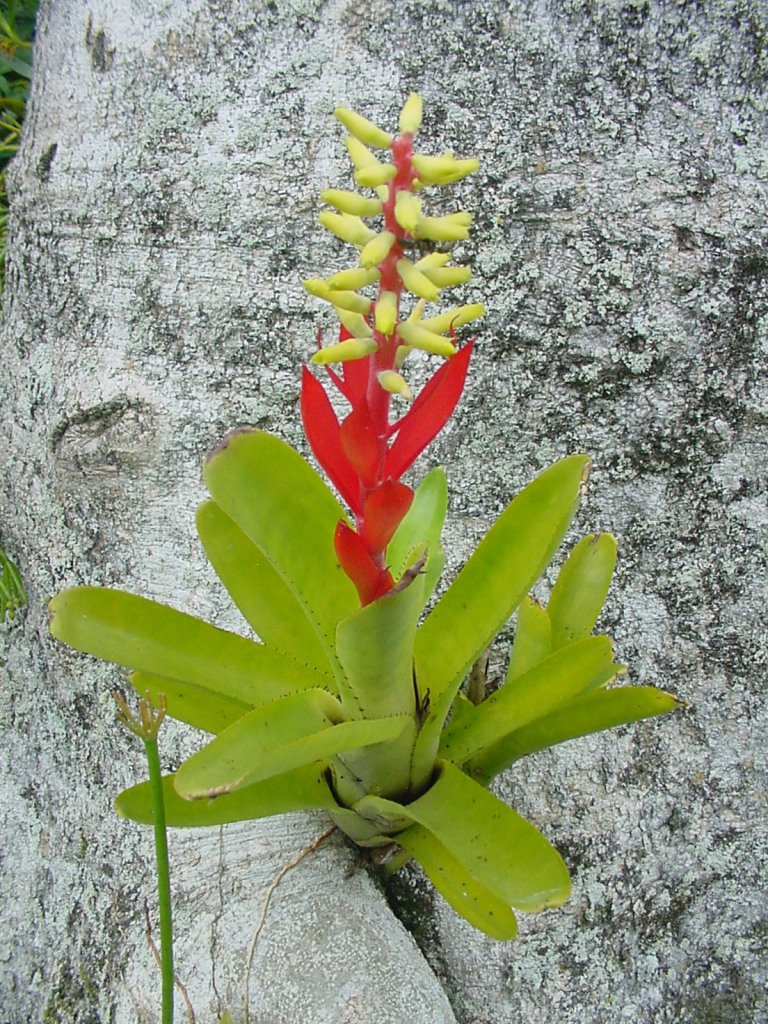
Aechmea nudicaulis

- Aechmea distichanthaAechmea distichantha Lem. — Эхмея двурядная. Эпифитное или наземное растение диаметром до 1 метра. Листья узкие, до 3 см шириной и 40-50 см длиной, у основания срастаются в трубку, образуя рыхлую розетку. Поверхность листа гладкая, ярко-зелёная. Цветонос достигает высоты до 60 см. Прицветники крупные, длиной 3-5 см, ярко-алого цвета. Цветы мелкие, лиловые, скрыты в пазухах прицветников[6].
- Aechmea comata (Beer) Baker — Эхмея хохлатая. Эпифитное или наземное растение с листьями, достигающими длины до 1 метра. Побеги, густо расположенные и с зубчатыми краями, образуют характерную розетку. Зацветает исключительно зимой, демонстрируя ярко-жёлтые бутоны и красные отростки[7].
- Aechmea nudicaulisAechmea nudicaulis (L.) Griseb. — Эхмея голостебельчатая. Эпифитное растение с плотной трубчатой листовой розеткой. Листья жёсткие, языковидные, округлые, с острыми верхушками и жёсткими чёрными шипами по краям, снизу покрыты бледными чешуйками. Цветонос тонкий, с белым налётом, достигает высоты до 70 см. Листья на цветоносe эллиптические, заострённые, цельнокрайние, черепитчатые, красные, собраны у основания соцветия. Соцветие простое, цилиндрическое, высотой 5-25 см, прицветники почковидные, иногда редуцированные. Цветы длиной до 2 см, чашелистики не сросшиеся, остроконечные. Лепестки венчика языковидные, заострённые, жёлтые, длиной 1-2 см[8].

## В культуре
Все эхмеи — светолюбивые растения. Большинство видов, распространённых в культуре, относятся к тёплой температурной группе.
Размножают эхмеи «детками» — побегами, образующимися у основания растений, и семенами. При семенном размножении цветение наступает на третий год.
Низкие зимние температуры стимулируют образование цветоносов. Период покоя может отсутствовать или быть непродолжительным. В летнее время растения поливают регулярно мягкой и тёплой водой, сначала заполняя розетки листьев, а затем поливая почву. Эхмеи пересаживают, по возможности, ежегодно, удаляя отцветшие розетки. Для пересадки используется субстрат, состоящий из лиственной и волокнистой торфяной земли (по две части) и песка (одна часть). Оптимальным является компост, смешанный в равных частях с рубленым мхом и листовой землёй, с добавлением песка и битых глиняных черепков.